# Consejo Suramericano de Economía y Finanzas

Unasur

El Consejo Suramericano de Economía y Finanzas es un consejo constituido por Unasur. Está compuesto por los Ministros de Hacienda y Finanzas y Presidentes de Bancos Centrales de Sudamérica. Tiene por objetivo tratar aquellos temas que hacen, fundamentalmente, a la protección de la región frente a la volatilidad de los mercados internacionales.